# HŽ serija 7122
HŽ serija 7122 (nadimak Šveđanin) ili Y1 (švedska klasa), serija je jednodijelnih diesel-hidrauličnih motornih vlakova. Vlakove su 1980. i 1981. sagradile švedska tvrtka Kalmar Verkstad i talijanska tvrtka Fiat-Ferroviaria. Ovaj vlak je u sastavu željeznica Švedske, Norveške, Hrvatske i Srbije
U vozni park Hrvatskih željeznica ušli su 1996. godine, kao rabljena vozila iz Švedske.

## Tehničke karakteristike
Vlakove ove serije pogone dva dizelska motora snage 147 kW pri 2000 o/min. Pomoću daljinskoga upravljanja iz jedne upravljačnice moguće je upravljati s najviše šest motornih vozila (vožnja u sprezi). Vagon ima dvije upravljačnice, svaka s jedne strane, dva putnička prostora s ukupno 68 sjedećih mjesta i vakuum WC.
- Osovinski raspored: (1A)'(1A)'
- Tip dizelskog motora: FIAT 8217
- Snaga dizelskoga motora 2x147 kW
- Prijenos snage: hidraulični
- Najveća brzina: 133 km/h
- Duljina preko odbojnika 24400 mm
- Širina sanduka: 2880 mm
- Masa vlaka: 40 t